# Koungheul
Koungheul ist eine Stadt im Zentrum des Senegal. Sie ist Präfektur des Départements Koungheul in der Region Kaffrine.

## Geographische Lage
Koungheul liegt im Südosten der Region Kaffrine, 81 Kilometer von der Regionalpräfektur Kaffrine entfernt, auf der linken südlichen Seite des Nianija Bolong, dessen vielleicht 40 Meter breites Trockental hier nur in der Regenzeit Wasser führt.

## Geschichte
Das Dorf Koungheul erlangte 1990 den Status einer Commune (Stadt).

## Bevölkerung
Die letzten Volkszählungen ergaben für die Stadt jeweils folgende Einwohnerzahlen:
| Jahr | Einwohner |
| ---- | --------- |
| 1988 | 10.256    |
| 2002 | 14.029    |
| 2013 | 20.942    |

## Verkehr
Durch Koungheul führt die Nationalstraße N 1. Sie verbindet die Hafenmetropole Dakar und die Städte Mbour, Fatick, Kaolack, Birkelane, Kaffrine und Malem Hodar im Westen mit Koumpentoum und Tambacounda im Osten und führt und weiter bei Kidira über die malische Grenze nach Kayes. Parallel zur N1 verläuft am nördlichen Stadtrand die Bahnstrecke Dakar–Niger, die für den Güterverkehr im Erdnussbecken und mit dem Nachbarland Mali von Bedeutung ist. Beide Verkehrsachsen queren westlich der Stadt das Trockental des Nianija Bolong.